# Lijst van Nederlandse Europarlementariërs 1979-1984
Lijst van Nederlandse Europarlementariërs 1979-1984 bevat een overzicht van de in Nederland gekozen leden van het Europees Parlement in de zittingsperiode 1979-1984 op grond van de Europese Parlementsverkiezingen van 7 juni 1979.
De zittingsperiode ging in op 17 juli 1979 en eindigde op 23 juli 1984. Nederland had in deze zittingsperiode recht op 25 zetels (op een totaal aantal van 410).
| Naam                  | Nederlandse partij                      | Fractie                           | Begindatum       | Einddatum        | refs   |
| --------------------- | --------------------------------------- | --------------------------------- | ---------------- | ---------------- | ------ |
| Wim Albers            | Partij van de Arbeid                    | Socialistische Fractie            | 17 juli 1979     | 23 juli 1984     | [ 1 ]  |
| Cees Berkhouwer       | Volkspartij voor Vrijheid en Democratie | Liberale en Democratische Fractie | 17 juli 1979     | 23 juli 1984     | [ 2 ]  |
| Bouke Beumer          | Christen-Democratisch Appèl             | Europese Volkspartij              | 17 juli 1979     | 23 juli 1984     | [ 3 ]  |
| Elise Boot            | Christen-Democratisch Appèl             | Europese Volkspartij              | 17 juli 1979     | 23 juli 1984     | [ 4 ]  |
| Bob Cohen             | Partij van de Arbeid                    | Socialistische Fractie            | 17 juli 1979     | 23 juli 1984     | [ 5 ]  |
| Piet Dankert          | Partij van de Arbeid                    | Socialistische Fractie            | 17 juli 1979     | 23 juli 1984     | [ 6 ]  |
| Suzanne Dekker        | D'66                                    | niet-fractiegebonden leden        | 17 juli 1979     | 10 juni 1981     | [ 7 ]  |
| Doeke Eisma           | D'66                                    | niet-fractiegebonden leden        | 11 juni 1981     | 23 juli 1984     | [ 8 ]  |
| Aart Geurtsen         | Volkspartij voor Vrijheid en Democratie | Liberale en Democratische Fractie | 17 juli 1979     | 23 juli 1984     | [ 9 ]  |
| Aar de Goede          | D'66                                    | niet-fractiegebonden leden        | 17 juli 1979     | 23 juli 1984     | [ 10 ] |
| Frans van der Gun     | Christen-Democratisch Appèl             | Europese Volkspartij              | 17 juli 1979     | 31 december 1981 | [ 11 ] |
| Ien van den Heuvel    | Partij van de Arbeid                    | Socialistische Fractie            | 17 juli 1979     | 23 juli 1984     | [ 12 ] |
| Jim Janssen van Raaij | Christen-Democratisch Appèl             | Europese Volkspartij              | 17 juli 1979     | 23 juli 1984     | [ 13 ] |
| Sjouke Jonker         | Christen-Democratisch Appèl             | Europese Volkspartij              | 17 juli 1979     | 23 juli 1984     | [ 14 ] |
| Annie Krouwel-Vlam    | Partij van de Arbeid                    | Socialistische Fractie            | 17 juli 1979     | 23 juli 1984     | [ 15 ] |
| Hendrik Jan Louwes    | Volkspartij voor Vrijheid en Democratie | Liberale en Democratische Fractie | 17 juli 1979     | 23 juli 1984     | [ 16 ] |
| Hanja Maij-Weggen     | Christen-Democratisch Appèl             | Europese Volkspartij              | 17 juli 1979     | 23 juli 1984     | [ 17 ] |
| Johan van Minnen      | Partij van de Arbeid                    | Socialistische Fractie            | 17 juli 1979     | 23 juli 1984     | [ 18 ] |
| Joep Mommersteeg      | Christen-Democratisch Appèl             | Europese Volkspartij              | 18 januari 1982  | 23 juli 1984     | [ 19 ] |
| Hemmo Muntingh        | Partij van de Arbeid                    | Socialistische Fractie            | 17 juli 1979     | 23 juli 1984     | [ 20 ] |
| Hans Nord             | Volkspartij voor Vrijheid en Democratie | Liberale en Democratische Fractie | 17 juli 1979     | 23 juli 1984     | [ 21 ] |
| Harrij Notenboom      | Christen-Democratisch Appèl             | Europese Volkspartij              | 17 juli 1979     | 23 juli 1984     | [ 22 ] |
| Jean Penders          | Christen-Democratisch Appèl             | Europese Volkspartij              | 17 juli 1979     | 23 juli 1984     | [ 23 ] |
| Teun Tolman           | Christen-Democratisch Appèl             | Europese Volkspartij              | 17 juli 1979     | 23 juli 1984     | [ 24 ] |
| Wim Vergeer           | Christen-Democratisch Appèl             | Europese Volkspartij              | 17 juli 1979     | 23 juli 1984     | [ 25 ] |
| Phili Viehoff         | Partij van de Arbeid                    | Socialistische Fractie            | 29 november 1979 | 23 juli 1984     | [ 26 ] |
| Anne Vondeling        | Partij van de Arbeid                    | Socialistische Fractie            | 17 juli 1979     | 22 november 1979 | [ 27 ] |
| Eisso Woltjer         | Partij van de Arbeid                    | Socialistische Fractie            | 17 juli 1979     | 23 juli 1984     | [ 28 ] |

1952-1958 (EGKS) · 
1958-1979 · 
1979-1984 · 
1984-1989 · 
1989-1994 · 
1994-1999 · 
1999-2004 · 
2004-2009 · 
2009-2014 · 
2014-2019 · 
2019-2024 · 
2024-2029